# Drino lota
Drino lota là một loài ruồi trong họ Tachinidae.